# Bergewöhrden
Bergewöhrden ist die kleinste Gemeinde im Kreis Dithmarschen in Schleswig-Holstein und ist auch nicht weiter in Ortsteile untergliedert.

## Geografie

### Lage
Die aus zwölf Häusern bestehende Gemeinde liegt am Südufer der Eider, zwischen dem Hennstedter Ortsteil Horst und dem Delver Koog in der Eider-Treene-Niederung.

### Nachbargemeinden
Nachbargemeinden sind im Uhrzeigersinn im Norden beginnend die Gemeinden Süderstapel (im Kreis Schleswig-Flensburg), Hollingstedt und Hennstedt (beide im Kreis Dithmarschen).

## Geschichte
Am 1. April 1934 wurde die Kirchspielslandgemeinde Delve aufgelöst. Alle ihre Dorfschaften, Dorfgemeinden und Bauerschaften wurden zu selbständigen Gemeinden/Landgemeinden, so auch Bergewöhrden.

## Politik
Die Gemeinde hat weniger als 70 Einwohner und damit nach § 54 der schleswig-holsteinischen Gemeindeordnung eine Gemeindeversammlung anstelle einer Gemeindevertretung. Der Gemeindeversammlung gehören alle wahlberechtigten Einwohner an.